# Robert Beyer (Schauspieler)
Robert Beyer (* 14. Oktober 1969 in Rostock) ist ein deutscher Schauspieler.

## Leben
Beyer studierte von 1992 bis 1996 in Berlin an der Hochschule für Schauspielkunst „Ernst Busch“.
Während des Studiums wirkte er bereits in Theateraufführungen mit, u. a. 1993 am Hebbel-Theater in Berlin in der Uraufführung von Heimrad Bäckers Epitaph (Regie: Ronald Steckel) sowie in der Spielzeit 1995/96 am BAT-Studiotheater in der Doppelinszenierung Die Unbekannte von Alexander Blok (Premiere: September 1995, Regie: Thomas Ostermeier) und Eine gewisse Anzahl Gespräche von Alexander Vvedenski (Regie: Christian von Treskow und Gennadi Bogdanov).
1996 spielte Robert Beyer am Schauspiel Leipzig in Frank Wedekinds Theaterstück Frühlings Erwachen die Figur des „Moritz Stiefel“ unter der Regie von Johanna Schall. Von 1996 bis 1999 war Beyer festes Ensemblemitglied am Düsseldorfer Schauspielhaus, wo er u. a. den „Mortimer“ in Maria Stuart (1996, Regie: Dietrich Hilsdorf), in Der Dibbuk von Salomon An-ski (Regie: Janusz Wisniewski), den „Johannes“ in Salome (1997, Regie: Einar Schleef) und „Major Crampas“ in Effi Briest (1998, Regie: Kazuko Watanabe) spielte. 1999 trat er am Hamburger Schauspielhaus unter der Regie von Thomas Ostermeier als „Kurt“ in Feuergesicht von Marius von Mayenburg auf.
Robert Beyer gehört seit dem Neubeginn 1999 bis heute zum festen Ensemble der Schaubühne am Lehniner Platz. Er arbeitete als Theaterschauspieler außerdem neben Thomas Ostermeier mit den Regisseuren Alvis Hermanis, Falk Richter und Luk Perceval, Herbert Fritsch sowie insbesondere mit Marius von Mayenburg und Simon McBurney zusammen.
In Fernseh- und Kinoproduktionen spielte Robert Beyer in kleinen und mittleren Rollen u. a. in Der Baader Meinhof Komplex (2008), Fräulein Stinnes fährt um die Welt (2009), Die Bücherdiebin (2013) und bestefreunde (2014). In der 9. Staffel der ZDF-Krimiserie SOKO Wismar (2013) war in einer Episodenhauptrolle als tatverdächtiger, mit seinem Nachbarn verfeindeter Hundezüchter Piet Jensen zu sehen.
Unter der Regie von Jonas Grosch & Carlos Val spielte er 2014 in dem Kinofilm bestefreunde den Osteopathen Dominique. Der Film lief im Februar 2015 in den deutschen Kinos an.
Beyer fotografiert seit 2002 als Autodidakt und ist mittlerweile im Nebenberuf als semi-professioneller Fotograf tätig. Seine erste öffentliche Fotoausstellung hatte er im Mai/Juni 2017 in der ehemaligen Universum Lounge der Schaubühne Berlin.

## Rollen an der Berliner Schaubühne (Auswahl)
- 2003: Garga in Im Dickicht der Städte von Bertolt Brecht, Regie: Grzegorz Jarzyna
- 2004: Bosola in Die Herzogin von Malfi von John Webster, Regie: Christina Paulhofer
- 2005: Thersites in Troilus und Cressida vom William Shakespeare, Regie: James Macdonald
- 2006: Puck in Ein Sommernachtstraum von William Shakespeare, Regie / Choreographie: Thomas Ostermeier, Constanza Macras
- 2006: Andrej Prosorow in Drei Schwestern von Anton Tschechow, Regie: Falk Richter
- 2008: Sekretär Wurm in Kabale und Liebe von Friedrich Schiller, Regie: Falk Richter
- 2008: Polonius in Hamlet von William Shakespeare, Regie: Thomas Ostermeier
- 2009: Gunther in Die Nibelungen von Friedrich Hebbel, Regie: Marius von Mayenburg
- 2010: Robert in Perplex von Marius von Mayenburg, Regie: Marius von Mayenburg
- 2011: Puschkin in Eugen Onegin von Alexander Puschkin, Regie: Alvis Hermanis
- 2013: Pedro / John in Viel Lärm um Nichts von William Shakespeare, Regie: Marius von Mayenburg
- 2014: Mutter / Senkenberg in Die Ehe der Maria Braun von Rainer Werner Fassbinder, Regie: Thomas Ostermeier
- 2014: Rauch in Kasimir und Karoline von Ödön v. Horváth, Regie: Jan Philipp Gloger
- 2015: Königin Margaret in Richard III. von William Shakespeare, Regie: Thomas Ostermeier
- 2015: Michael in Stück Plastik von Marius von Mayenburg, Regie: Marius von Mayenburg (Uraufführung)
- 2015: Helga Goetze in Westberlin von und mit Rainald Grebe, Regie: Rainald Grebe (Uraufführung)
- 2015: Kekesfalva in Ungeduld des Herzens von Stefan Zweig, Regie: Simon McBurney
- 2016: Dr. Pflugfelder in Professor Bernhardi von Arthur Schnitzler, Regie: Thomas Ostermeier
- 2017: Dominik in Peng von Marius von Mayenburg, Regie: Marius von Mayenburg (Uraufführung)
- 2018: Joseph / Lieutenant / Jerôme in Champignol wider Willen von Georges Feydeau, Regie: Herbert Fritsch

## Filmografie (Auswahl)
- 1993: Novalis – Die blaue Blume
- 1995: Für alle Fälle Stefanie (2 Folgen)
- 1995; 2002: Wolffs Revier (2 Folgen)
- 2006; 2007: Großstadtrevier (2 Folgen)
- 2008: Der Baader Meinhof Komplex
- 2009: Fräulein Stinnes fährt um die Welt
- 2010: Flick
- 2013: SOKO Wismar (Folge: Stadt, Land, Tod)
- 2013: Heiter bis tödlich: Zwischen den Zeilen (Folge: Tote haben keinen Hunger)
- 2013: Pinocchio
- 2013: Die Bücherdiebin
- 2014: Alles muss raus
- 2014: bestefreunde

## Hörspiele und Features
- 2013: Eva Lia Reinegger: Jähnicke schmeckt’s – Regie: Stefanie Lazai (Kriminalhörspiel – DKultur)
- 2013: Rosie Füglein: Honeckers langer Schatten (Die Rolle der DDR in Namibias Unabhängigkeitskampf) – Regie: Roman Neumann (Feature – DKultur)